# 卡利敦

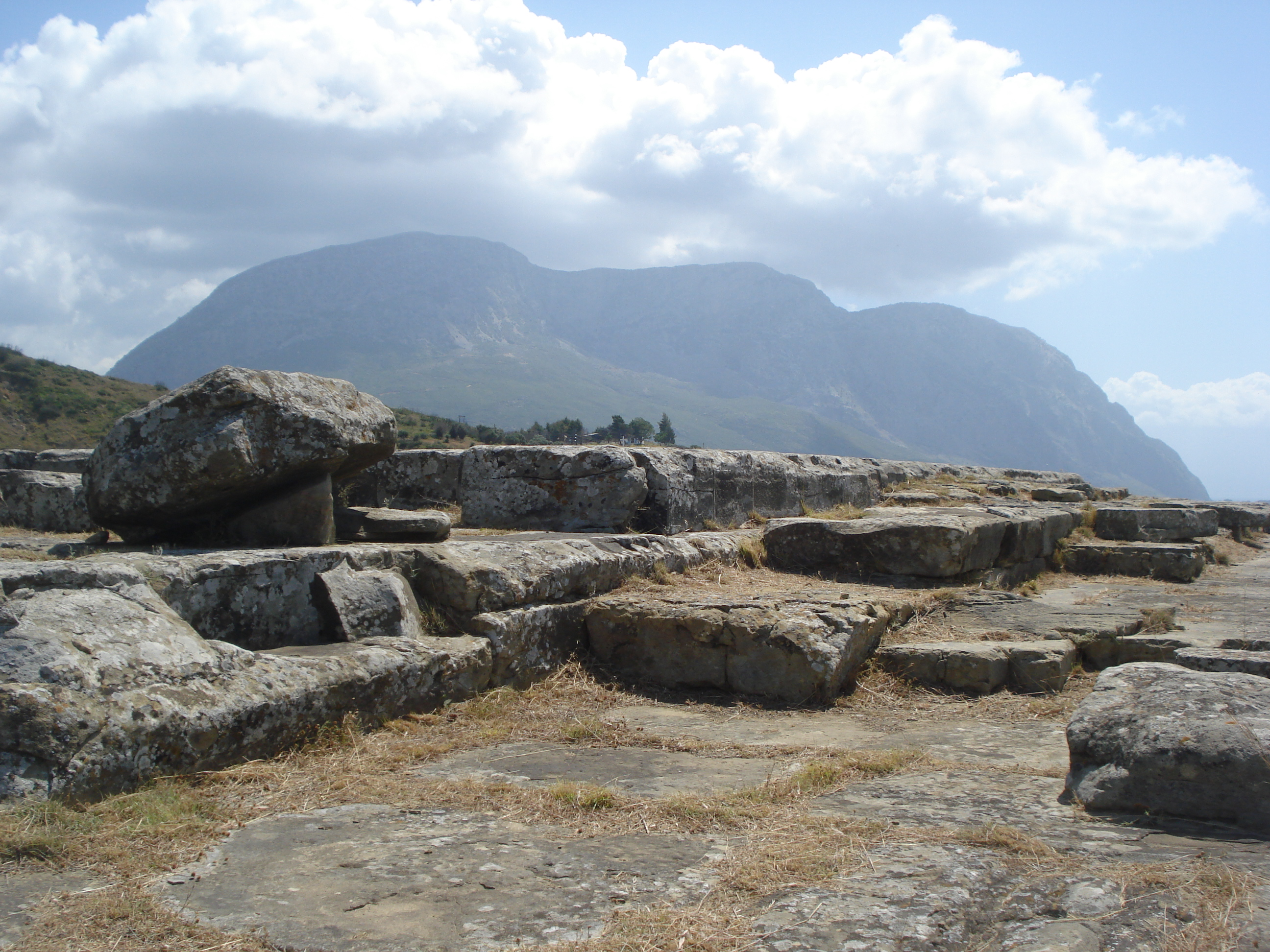
卡利敦遺跡

卡利敦（希臘語：Καλυδών，Calydon）是希臘西部的古希臘都市。

## 概要
希臘神話中，卡利敦狩獵的舞台，也是阿提米絲信仰的重要場所。前31年，羅馬皇帝奧古斯都將全城住民移至尼科波里斯。根據史特拉波的『地理誌』，在他的時代（前64年–23年），該城業已荒廢。

## 脚注
1. ↑  Ptolemy. The Geography. 3.15.14.